# Conferenza di Londra (1939)

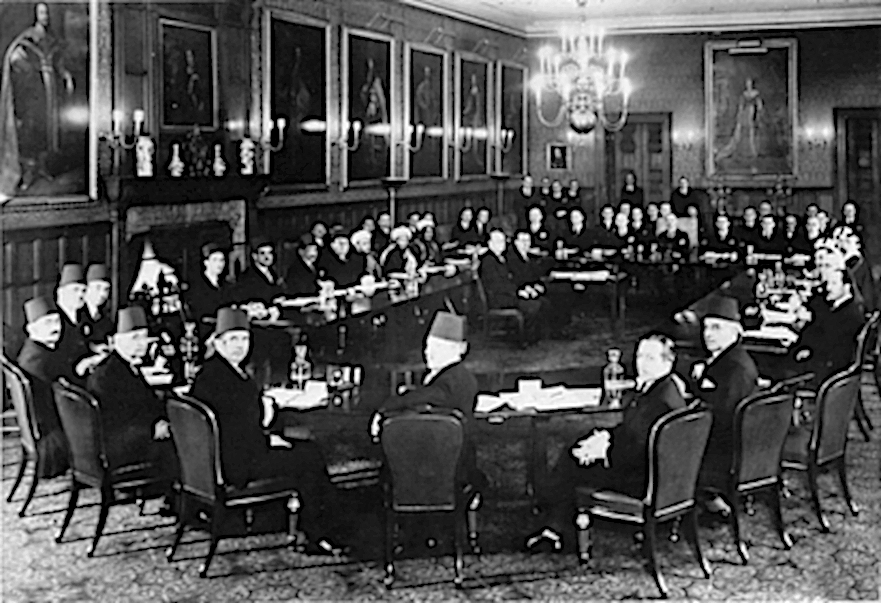
Conferenza di Londra, Palazzo James, febbraio 1939. Delegati palestinesi (in primo piano), da sinistra a destra: Fuad Saba, Yaqub Al-Ghussein, Musa Alami, Amin Tamimi, Jamal Al-Husseini, Awni Abdul Hadi, George Antonious e Alfred Roch. Di fronte ci sono i delegati inglesi, presieduti da Neville Chamberlain. Alla sua destra c'è Lord Halifax e alla sua sinistra Malcolm MacDonald.

La Conferenza di Londra del 1939, o Conferenza di St James's Palace (nota anche come Conferenza della tavola rotonda), ebbe luogo tra il 7 febbraio e il 17 marzo 1939 e fu convocata dal governo britannico per pianificare il futuro governo della Palestina e la fine del mandato britannico. Si aprì il 7 febbraio 1939 al Palazzo di St. James, dopodiché il segretario coloniale, Malcolm MacDonald, tenne una serie di incontri separati poiché la delegazione palestinese si rifiutava di sedersi nella stessa stanza della delegazione sionista. Quando MacDonald annunciò per la prima volta la proposta di una conferenza precisò chiaramente che se non fosse stato raggiunto un accordo, il governo avrebbe imposto una soluzione. Il processo si concluse dopo cinque settimane e mezzo con l'annuncio da parte britannica di proposte che furono poi pubblicate nel Libro bianco del 1939.

## Contesto
Nel 1936, in seguito alla Grande rivolta araba, i palestinesi iniziarono uno sciopero generale. Inoltre, i leader palestinesi formarono il Comitato Nazionale Supremo (HNC).
Dopo lo sciopero, il governo britannico istituì la Commissione Peel, presieduta da Lord Peel, per analizzarne le cause e formulare raccomandazioni al governo britannico alla luce degli impegni assunti nella Dichiarazione Balfour per la creazione di una patria per il popolo ebraico in Palestina. La commissione concluse che l’unica soluzione fosse quella di dividere il paese in uno stato ebraico e uno stato palestinese. I due principali leader sionisti, Chaim Weizmann e David Ben-Gurion, avevano convinto il Congresso sionista mondiale ad approvare in modo equivoco le raccomandazioni di Peel come base per ulteriori negoziati.
L’idea della spartizione fu respinta dai palestinesi perché andava contro la promessa fatta dagli inglesi di avere un proprio Stato e di diventare indipendenti. Il 1º ottobre 1937, con una recrudescenza della violenza dopo la pubblicazione delle proposte della Commissione Peel, l'HNC e tutti i comitati nazionalisti furono messi fuori legge. Cinque eminenti palestinesi, tra cui Yacoub Al Ghussein e tre membri dell'HNC, furono deportati alle Seychelles. I restanti membri dell'HNC erano già fuori dal paese o, come Haj Amin Husseini, si nascosero e poi andarono in esilio al Cairo, Damasco e Beirut.
Durante l’estate del 1938, la violenza antigovernativa e intercomunale in Palestina raggiunse nuovi livelli. I palestinesi controllavano vaste aree delle campagne e diverse città, inclusa la Città Vecchia di Gerusalemme. La resistenza sionista fece esplodere una serie di bombe letali nei mercati palestinesi di tutto il paese e le squadre speciali notturne sioniste lanciarono le loro prime operazioni. In autunno le autorità britanniche lanciarono una controffensiva. Furono inviate altre truppe britanniche e fu dichiarata la legge marziale.
Nel 1938, la Commissione Woodhead fu inviata in Palestina per riferire su come attuare le proposte di spartizione. La commissione, presieduta da Sir John Woodhead, fu boicottata dai palestinesi, i cui leader erano stati deportati o si trovavano in esilio e che non avevano alcun desiderio di discutere la spartizione. La commissione considerò tre diversi piani, uno dei quali era basato sul piano Peel. Nel 1938, in un rapporto, la Commissione respinse il piano Peel, principalmente sulla base del fatto che non poteva essere attuato senza un massiccio trasferimento forzato di palestinesi, un’opzione che il governo britannico aveva già escluso. Con il dissenso di alcuni dei suoi membri, raccomandò invece un piano che avrebbe lasciato la Galilea sotto il mandato britannico, ma sottolineò i gravi problemi che ne derivavano, tra cui la mancanza di autosufficienza finanziaria per il proposto Stato palestinese. Il governo britannico accompagnò la pubblicazione del Rapporto Woodhead con una dichiarazione politica che respingeva la spartizione in quanto impraticabile a causa di "difficoltà politiche, amministrative e finanziarie".
In concomitanza con la pubblicazione del rapporto della Commissione Woodhead il 9 novembre 1938, il governo rilasciò una dichiarazione in cui desiderava porre fine al mandato e che la Gran Bretagna avrebbe continuato a governare la Palestina fino all'istituzione di un nuovo regime. A tal fine, il segretario coloniale, Malcolm MacDonald, invitò una delegazione mista palestinese e sionista a Londra per discutere quale forma di governo dovesse essere istituita. La dichiarazione concludeva che se non fosse stato raggiunto un accordo con le due delegazioni, il governo avrebbe presentato e attuato le proprie proposte. La delegazione palestinese includeva i palestinesi e i rappresentanti di cinque regimi arabi filo-britannici. La delegazione sionista fu selezionata dall'Agenzia Ebraica e comprendeva ebrei sionisti della diaspora ebraica e dello Yishuv.
Nell’inverno del 1938, i pensieri britannici erano dominati dall’espansione territoriale della Germania nazista. Se la seconda guerra mondiale fosse scoppiata in Europa, sarebbe stato essenziale per la Gran Bretagna mantenere il controllo su Egitto, Iraq e Palestina. Era certo che sarebbero state offerte delle concessioni ai palestinesi e che i sionisti sarebbero rimasti delusi.

## Preparativi

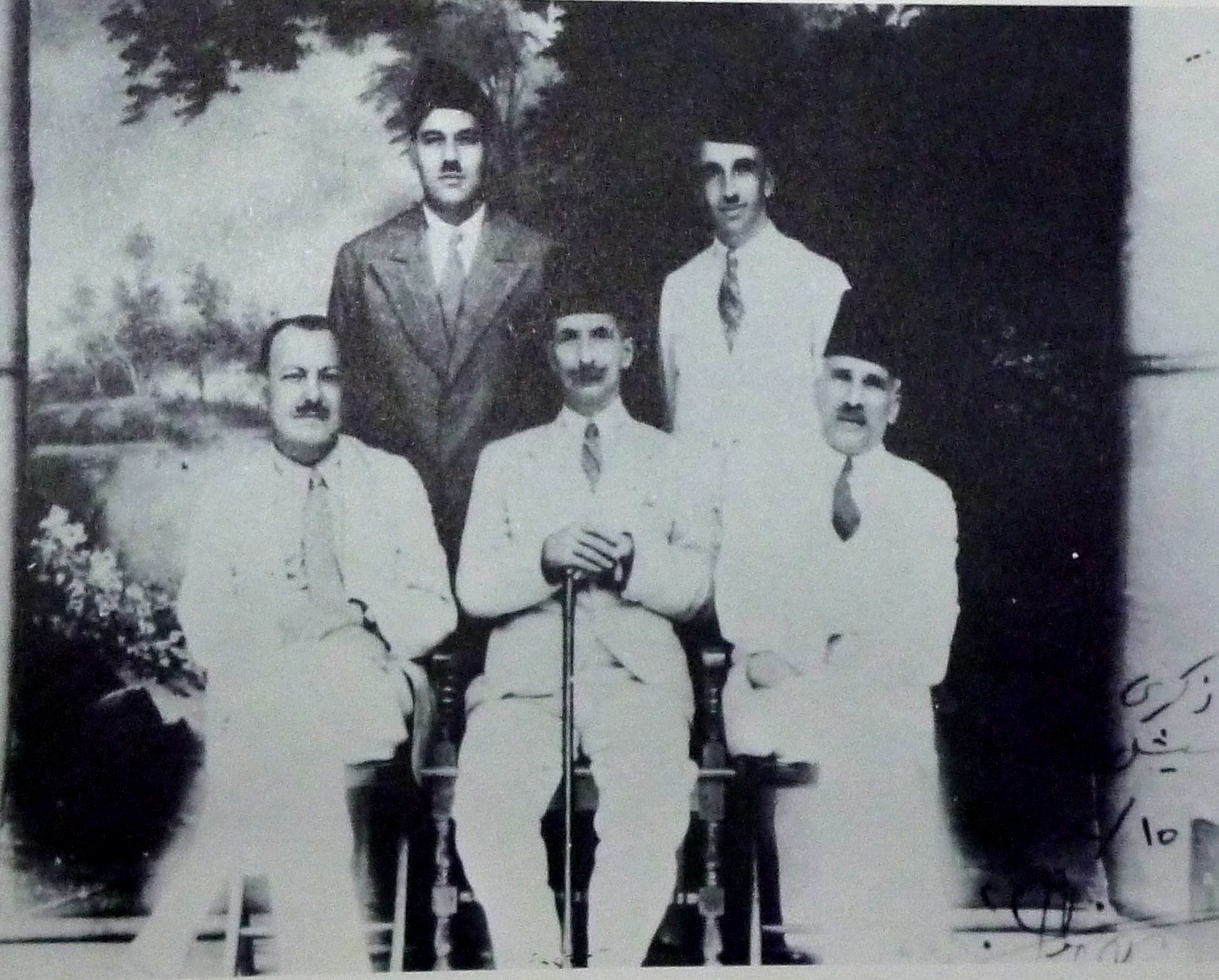
Leader dell'HNC prima del loro rilascio dall'esilio alle Seychelles, dicembre 1938. Hussein al Khalidi seduto a sinistra, Fuad Saba in piedi a destra. In centro Ahmad Hilmi.

Alcuni leader palestinesi accolsero con favore la proposta di una conferenza, ma divenne presto chiaro che non ci sarebbe stata alcuna alternativa al trattare con lo sciolto Comitato Nazionale Superiore (HNC) e l'ex Mufti di Gerusalemme Amin Husseini. Il 23 novembre il segretario coloniale, Malcolm MacDonald, ribadì il suo rifiuto di consentire ad Amin Husseini di essere un delegato, ma annunciò la sua disponibilità a consentire ai cinque leader palestinesi detenuti alle Seychelles di partecipare alla conferenza. Ciò faceva parte di un accordo stipulato a Londra a seguito di incontri informali tra MacDonald e Musa Alami per garantire una presenza araba palestinese alla conferenza. MacDonald assicurò anche ad Alami che il Mandato sarebbe stato sostituito con un trattato. I deportati furono rilasciati il 19 dicembre e furono autorizzati a recarsi al Cairo e poi, con Jamal Husseini, a Beirut dove fu istituito un nuovo Comitato nazionale supremo. Amin Husseini, che viveva a Beirut, non era un membro della delegazione predisposta ma era sotto la sua direzione. Ciò era evidente nel rifiuto di accettare qualsiasi delegato del Partito della Difesa Nazionale (NDP). I tentativi di formare una delegazione palestinese alternativa, più filo-britannica e meno militante, portarono all'aggiunta di altri due delegati dell'NDP alla rappresentanza palestinese dopo l'inizio della conferenza.
I cinque regimi arabi invitati erano i Regni di Egitto, Iraq, Arabia Saudita e Yemen, e l'Emirato della Transgiordania, tutti all'interno della sfera di influenza britannica. L’Egitto, l’Iraq e l’Arabia Saudita contribuirono a porre fine allo sciopero del 1936.
I sionisti avevano reagito negativamente alla conferenza proposta e avevano discusso se dovessero parteciparvi. La loro delegazione fu guidata da Chaim Weizmann a nome dell'Agenzia Ebraica. Per sottolineare la propria pretesa di rappresentare tutti gli ebrei e per controbilanciare la presenza di rappresentanti degli stati arabi, la delegazione comprendeva membri provenienti da Stati Uniti, Europa, Gran Bretagna, Sudafrica e Palestina.
La conferenza fu aperta dal Primo ministro Neville Chamberlain il 7 febbraio 1939 al Palazzo di St. James di Londra. La delegazione palestinese si rifiutò di partecipare a qualsiasi sessione congiunta con la delegazione dell'Agenzia ebraica sionista, e ci furono quindi due cerimonie. Ciò avvenne su insistenza dei delegati palestinesi. La prima cerimonia, per la delegazione palestinese, si svolse alle 10.30, la seconda per la delegazione dell'Agenzia ebraica sionista alle 11.45.

## Incontri con la delegazione palestinese
La delegazione palestinese fu guidata da Jamal Husseini ed era composta da Awni Abd al-Hadi, Yacoub Al Ghussein, Husayin al-Khalidi, Alfred Roch e Musa Alami. Erano accompagnati da George Antonius e Fuad Saba, che avrebbero dovuto fungere da segretari. Il delegato egiziano era Aly Maher, mentre l'Iraq era rappresentato dal primo ministro Nuri Said. I sauditi erano rappresentati dal principe Faisal e dal principe Khalid, entrambi i quali in seguito divennero re dell'Arabia Saudita.
Dal 17 gennaio i delegati palestinesi si incontravano al Cairo con i rappresentanti dei paesi arabi. Nonostante le pressioni degli altri delegati, il gruppo palestinese si rifiutò di includere rappresentanti del partito moderato di Difesa Nazionale (NDP) di Raghib al-Nashashibi. Una campagna di violenza tra ribelli e sostenitori dell'NDP portò alla morte di 136 persone nel 1939. L'NDP affermava di rappresentare la maggior parte delle classi superiori e chiedeva rappresentanza alla conferenza di Londra. Gli inglesi resero noto che se non si fosse raggiunto un accordo, avrebbero parlato con due delegazioni arabo-palestinesi. Nashashibi e il suo vice Ya'aqoub Farraj si unirono alla delegazione araba due giorni dopo la cerimonia di apertura.
Sebbene i delegati palestinesi si rifiutassero di avere qualsiasi contatto con i sionisti, ebbero luogo alcuni incontri con altri delegati arabi.
Il 9 febbraio Jamal Husseini presentò la posizione araba:
- Indipendenza
- Nessun focolare nazionale ebraico in Palestina
- Sostituzione del mandato con un trattato
- Fine dell'immigrazione ebraica[23]

Il primo compito che la conferenza si prefisse fu quello di stabilire il significato di una serie di lettere, scritte in arabo tra il 1915 e il 1916, tra il governo britannico e il governatore della Mecca, Hussein bin Ali. Conosciuta come la corrispondenza McMahon-Hussein, alle lettere venne attribuito il merito di aver incoraggiato Husseini a indire la rivolta araba contro l'Impero ottomano. Fu istituito un comitato anglo-arabo, presieduto dal Lord Chancellor, Frederic Maugham, per esaminare la questione. Per la prima volta fu pubblicata una versione ufficiale delle lettere. Il comitato concluse che la prospettiva araba era stata minimizzata e che dal 1918 il governo britannico non aveva l’autorità di ignorare le opinioni degli abitanti esistenti in quella che sarebbe diventata la Palestina. Tuttavia, le due parti non riuscirono a mettersi d'accordo sul significato esatto di alcuni riferimenti territoriali, in particolare se le porzioni della Siria che si trovavano a ovest dei distretti di Damasco, Hamah, Homs e Aleppo non potevano essere considerate puramente arabe, e dovevano, per tale motivo, essere escluse dalla delimitazione proposta" inclusa la Palestina.
Un'opzione discussa con entrambe le delegazioni fu l'idea di un cantone ebraico come parte della Grande Siria, ma la proposta fu rapidamente respinta da entrambe le parti.
Il 6 marzo un membro del ministero degli Esteri egiziano volò dal Cairo a Beirut per cercare di convincere Amin Husseini ad approvare le concessioni esaminate dalla delegazione. Husseini insistitette per continuare a respingere le proposte britanniche.
Il 17 marzo, dopo aver avvertito la delegazione il giorno prima, MacDonald lesse un comunicato in cui venivano delineate le proposte britanniche e chiuse la conferenza. Ci furono 14 sessioni arabo-britanniche. Le proposte britanniche furono pubblicate due mesi dopo in quello che divenne noto come il Libro bianco del 1939.

## Incontri con la delegazione dell'Agenzia Ebraica Sionista
La delegazione dell'Agenzia Ebraica era guidata da Chaim Weizmann, il presidente dell'Organizzazione Sionista Mondiale, ma fu David Ben Gurion, il leader dell'Agenzia Ebraica, ad assumere le decisioni. Fu Ben Gurion a sostenere che la delegazione dovesse essere a nome dell'Agenzia Ebraica Sionista, piuttosto che della delegazione ebraica. Tuttavia, poiché affermava di rappresentare tutti gli ebrei, includeva alcuni non sionisti come Sholem Asch e Lord Melchett, nonché il presidente di Agudat Yisrael. I sionisti americani includevano il rabbino Stephen Wise e Henrietta Szold. Tra i sionisti britannici figurava Selig Brodetsky.  Un segno del potere di Ben Gurion fu il suo successo nel bloccare la partecipazione di Lord Herbert Samuel alla delegazione.
Altri membri della delegazione erano Moshe Sharett, Leonard Stein e Berl Katznelson. Parteciparono anche Blanche Dugdale e Doris May.
La conferenza segnò il fatto che Ben Gurion divenne il primo promotore della definizione delle politiche sioniste. Vide anche un cambiamento nel suo pensiero verso quello che chiamò "sionismo combattivo". Credeva che lo Yishuv in Palestina fosse abbastanza forte da difendersi e potesse uccidere facilmente i palestinesi. Dei suoi 440.000, circa 45.000 erano armati. La sua priorità era il proseguimento e l'incremento dell'immigrazione, in particolare dei giovani in età militare.
Dopo la cerimonia di apertura, le riunioni furono presiedute da MacDonald. La presentazione di Weizmann della posizione dell'Agenzia Ebraica si riduceva a quattro punti:
- Gli ebrei in Palestina devono essere la maggioranza
- Continuazione del mandato
- Continuazione dell'immigrazione ebraica clandestina
- Investimenti per accelerare lo sviluppo in Palestina[34]

La delegazione era disposta ad accettare la spartizione del Paese, come raccomandato dalla Commissione Peel, malgrado le sue proteste. I due principali leader sionisti, Chaim Weizmann e David Ben-Gurion, avevano convinto il Congresso sionista mondiale ad approvare in modo equivoco le raccomandazioni Peel come base per i negoziati.
Nonostante il boicottaggio palestinese dell'Agenzia ebraica sionista, ebbero luogo alcuni incontri con i palestinesi. La sera del 7 marzo, gli inglesi riuscirono a tenere un incontro informale tra tre delegati palestinesi e quattro delegati ebrei con MacDonald e altri tre funzionari britannici. Il delegato egiziano Aly Maher lanciò un appello per la riduzione dell'immigrazione ebraica clandestina e la fine delle violenze. Weizmann rispose suggerendo che avrebbero potuto trovare un terreno comune, ma fu interrotto dall'insistenza di Ben Gurion secondo cui non poteva esserci alcuna riduzione. L'incontro si concluse presto.
Nella riunione del 24 febbraio 1939, Ben Gurion stabilì i termini minimi dell'Agenzia ebraica sionista, la continuazione del mandato e il rifiuto di qualsiasi elemento che implicasse lo status di minoranza ebraica. Durante l'incontro MacDonald annunciò anche le linee generali della politica britannica: dopo un periodo di transizione, la Palestina sarebbe diventata uno stato indipendente alleato della Gran Bretagna e la minoranza ebraica avrebbe avuto uno status protetto. Il 26 febbraio entrambe le delegazioni ricevettero una sintesi scritta di quanto previsto. Quella sera, l'Agenzia ebraica sionista si rifiutò di partecipare a una cena cerimoniale governativa in suo onore. Il 27 febbraio, il quotidiano del Mapai palestinese, Davar, pubblicò un cablogramma di Ben Gurion: "C'è un piano in atto per liquidare il Focolare Nazionale e consegnarci al governo dei capi delle bande". Lo stesso giorno, si verificarono attacchi sionisti, attraverso una serie coordinata di bombe in tutta la Palestina che uccisero 38 palestinesi, motivati da Ben Gurion. La delegazione rifiutò di tenere ulteriori sessioni formali e ridusse il suo coinvolgimento a riunioni informali nell'ufficio di MacDonald.
St John Philby, consigliere dei delegati sauditi, pranzò nella propria dimora il 28 febbraio con Weizmann, Ben Gurion e Fuad Hamza, il funzionario saudita per gli affari esteri. Philby avanzò le sue proposte, ma non ebbero luogo ulteriori incontri sebbene avesse discusso con Weizmann e Shertok più tardi quell'anno.
Il 3 marzo Ben Gurion non riuscì a far sciogliere la delegazione e si decise di rimanere a Londra. Il 4 marzo si ammalò e dovette ritirarsi per diversi giorni. Al 16 marzo molti delegati avevano lasciato Londra.
Il 17 marzo Weizmann inviò una lettera a MacDonald: "La delegazione sionista, dopo aver preso in profonda considerazione le proposte presentatele dal governo di Sua Maestà il 15 marzo 1939, si rammarica di non essere in grado di accettarle come base per un accordo, e ha pertanto deciso di sciogliersi".

## Conseguenze
Due giorni prima della fine della conferenza, l'esercito tedesco occupò il resto della Cecoslovacchia.
Queste furono le proposte finali del Segretario coloniale, che furono pubblicate il 17 maggio 1939:
- Un limite all'immigrazione ebraica per cinque anni, dopodiché i numeri sarebbero stati fissati in accordo con i palestinesi
- Restrizioni all'acquisto di terreni da parte degli ebrei.
- Inserimento graduale dei palestinesi in posti amministrativi di alto livello.
- Trasferimento dopo dieci anni di tutti i poteri a un governo rappresentativo

Le proposte erano condizionate alla fine delle violenze in Palestina. Se dopo dieci anni non fosse stato raggiunto un accordo sulla forma di governo, gli inglesi avrebbero riconsiderato la situazione.
Dopo che le delegazioni lasciarono Londra, gli inglesi fecero un ulteriore tentativo di ottenere l'approvazione araba, suggerendo un trasferimento più rapido del potere, subordinato alla fine delle violenze e al coinvolgimento della Società delle Nazioni se le condizioni non fossero state adatte per l'indipendenza dopo dieci anni.  A maggio, la delegazione dell'HNC annunciò il rifiuto del Libro bianco, mentre Amin Husseini impose la decisione alla maggioranza dei delegati che era favorevole all'accettazione. Questo errore tattico non aiutò in alcun modo il Consiglio nazionale arabo. Fu suggerito che si sarebbe dovuto rifiutare di trattare con gli inglesi per mantenere la sua leadership sui ribelli in Palestina.

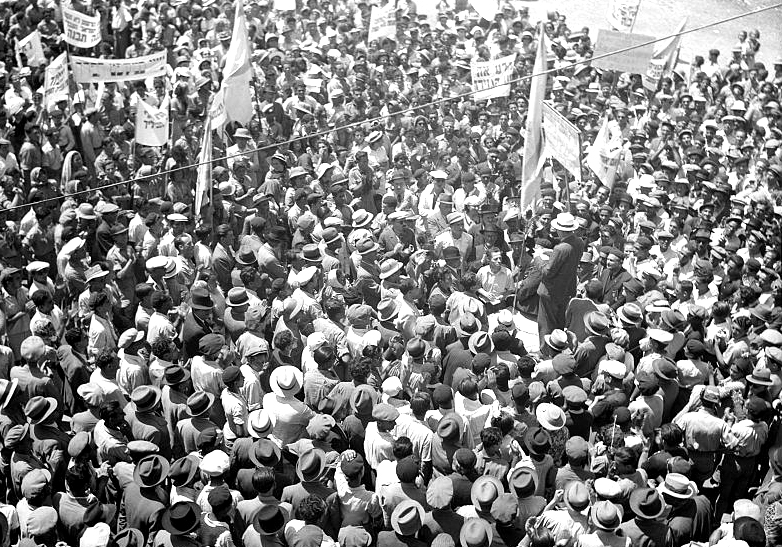
Yitzhak Ben-Zvi parla alla manifestazione contro il Libro Bianco, Gerusalemme, 18 maggio 1939.

Il 17 aprile l'Histadrut annunciò il lancio di una campagna contro le proposte. Nel primo mese dopo la fine della conferenza, oltre 1.700 immigrati clandestini ebrei entrarono in Palestina. Il 17 maggio, in occasione della pubblicazione del Libro bianco, i cavi telefonici furono tagliati e gli uffici governativi attaccati. Ci furono rivolte a Gerusalemme e gli attacchi ebrei contro gli arabi e le proprietà del governo continuarono per tutta l'estate. Il clandestino ebraico Etzel affermò di aver ucciso più di 130 persone durante quel periodo. Si registrò anche un aumento dell'immigrazione clandestina, con 6.323 arrivi tra aprile e ottobre, portando a un picco della disoccupazione ebraica.
Negli ambienti sionisti, Herbert Samuel fu accusato di essere responsabile di alcune delle idee contenute nel Libro bianco.
Ben Gurion scrisse nel suo diario: "Questa non è l'ultima parola". In seguito affermò che il primo ministro Neville Chamberlain gli aveva detto esplicitamente che la linea di condotta non sarebbe sopravvissuta alla guerra.